# Érable sycomore
Pour les articles homonymes, voir Érable blanc.
Acer pseudoplatanus
Espèce
Classification APG III (2009)
Répartition géographique
Statut de conservation UICN

 LC  : Préoccupation mineure
L’érable sycomore (Acer pseudoplatanus) est une espèce d'arbres de grande taille de la famille des acéracées fréquente en Europe.
Il appartient à la section Acer de la classification des érables selon de Jong (1976).
Il s'agit d'un arbre à croissance rapide les premières années, et qui rejette facilement de souche quand il est coupé.
L'érable sycomore ne doit pas être confondu avec l’espèce voisine Acer platanoides, l'érable plane ou érable platane dont le bout des feuilles est plus acéré. Selon l'ENGREF l'érable sycomore serait plus sensible à la maladie de la cime mais moins exigeant en lumière et moins xérophile que l'érable plane. On l'appelle parfois faux platane, grand érable, ou érable de montagne, plus rarement érable blanc.

## Historique et dénomination
L'espèce a été décrite par le naturaliste suédois Carl von Linné en 1753.

### Synonymie
homotypique
- Acer latifolium Bubani, Fl. Pyr., 3 : 293. 1901, nom. illeg.
- Acer majus Gray, Nat. Arr. Brit. Pl., 2 : 635. 1821, nom. illeg.
- Acer montanum Lam., Fl. Fr., 2 : 553. 1779, nom. illeg.
- Acer procerum Salisb., Prodr. 280. 1779, nom. illeg.

### Étymologie
Son nom commun de sycomore lui vient de la ressemblance supposée des feuilles avec celles du figuier sycomore ou figuier d'Égypte (du grec συκóμορος, lui-même composé des mots συκον (la figue) et μόρον (la mûre), les feuilles de ce figuier rappelant aussi celles du mûrier). Le nom de genre Acer, donné par Linné à tous les érables, signifie « dur » en latin, se rapportant aux propriétés du bois. L'épithète spécifique pseudoplatanus signifie « faux platane », découlant de l'aspect des feuilles qui rappellent faussement, ou vaguement, celles du platane. L'érable plane a quant à lui des feuilles bien plus ressemblantes à celles du platane, et a donc reçu le nom de platanoides, car ce fut pour Linné le caractère de détermination le plus évident concernant ces deux espèces d'érables.

## Description
L'érable sycomore est un grand arbre à tige élancée, pouvant atteindre 35 à 40 m de haut et un diamètre de 3,5 m (à 1,5 m de hauteur au-dessus du sol). Sa durée de vie peut atteindre les 500 ans.

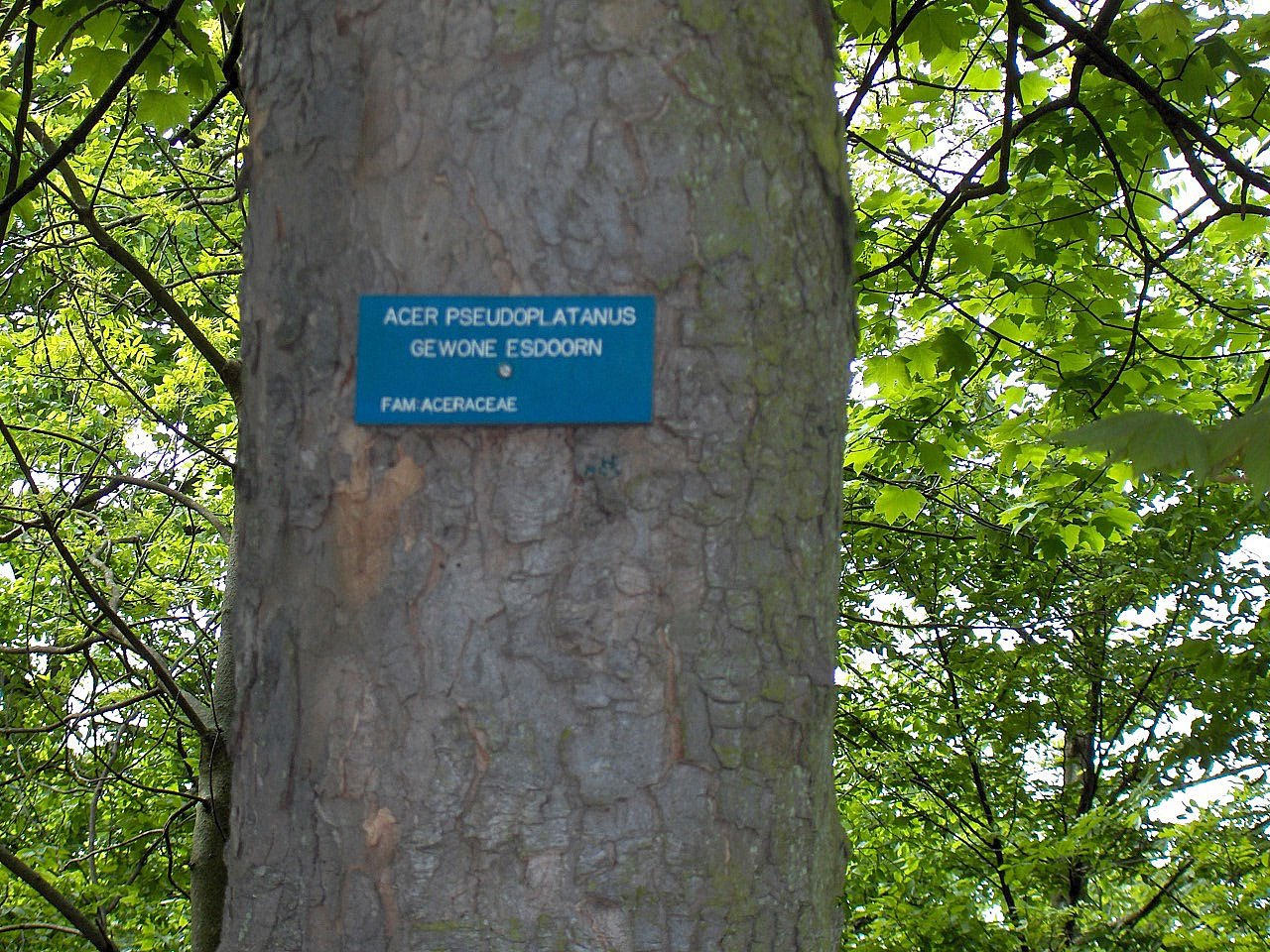
Aspect du tronc sur les sujets âgés.
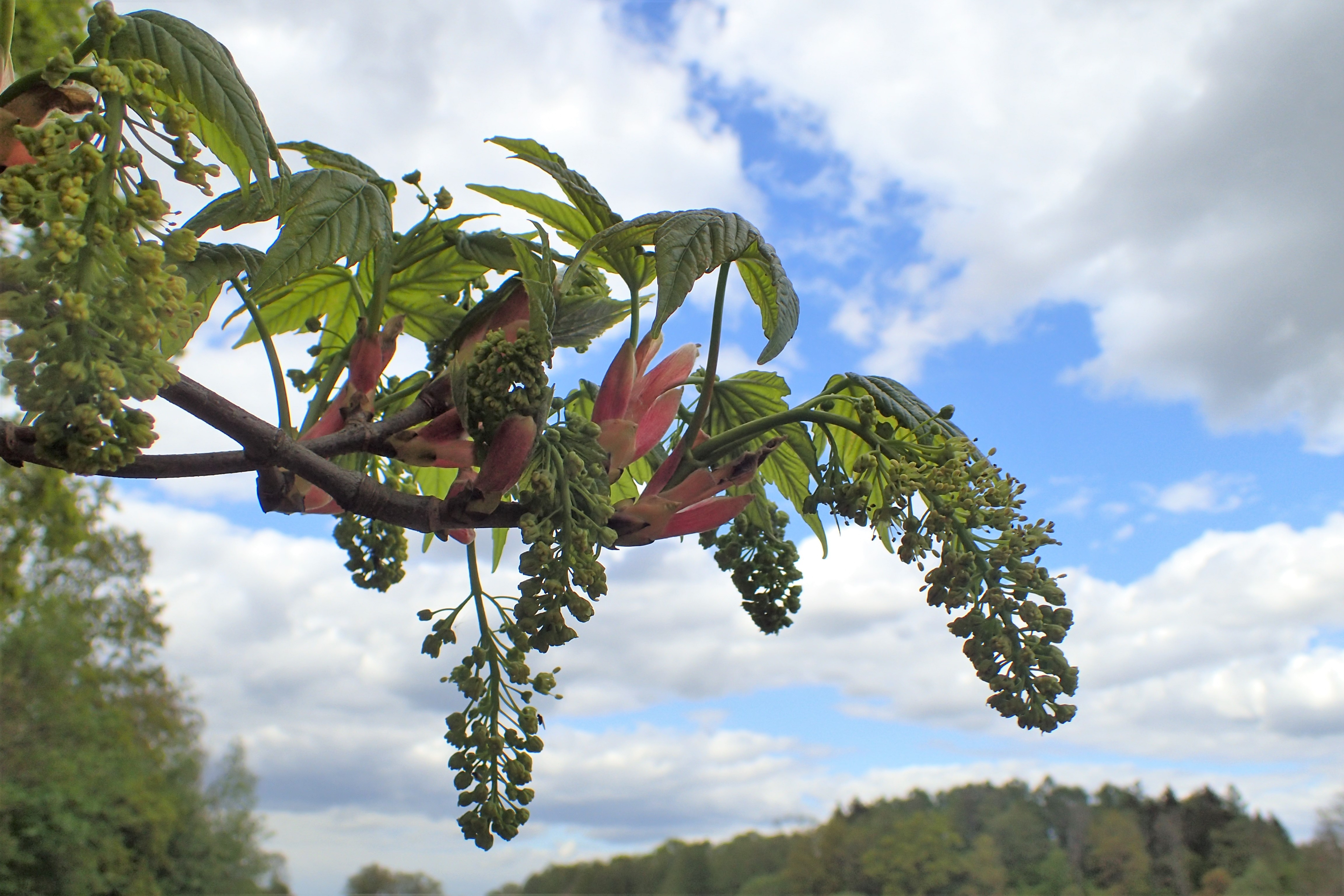
Fleurs groupées en panicules tombantes apparaisaent avec les feuilles.
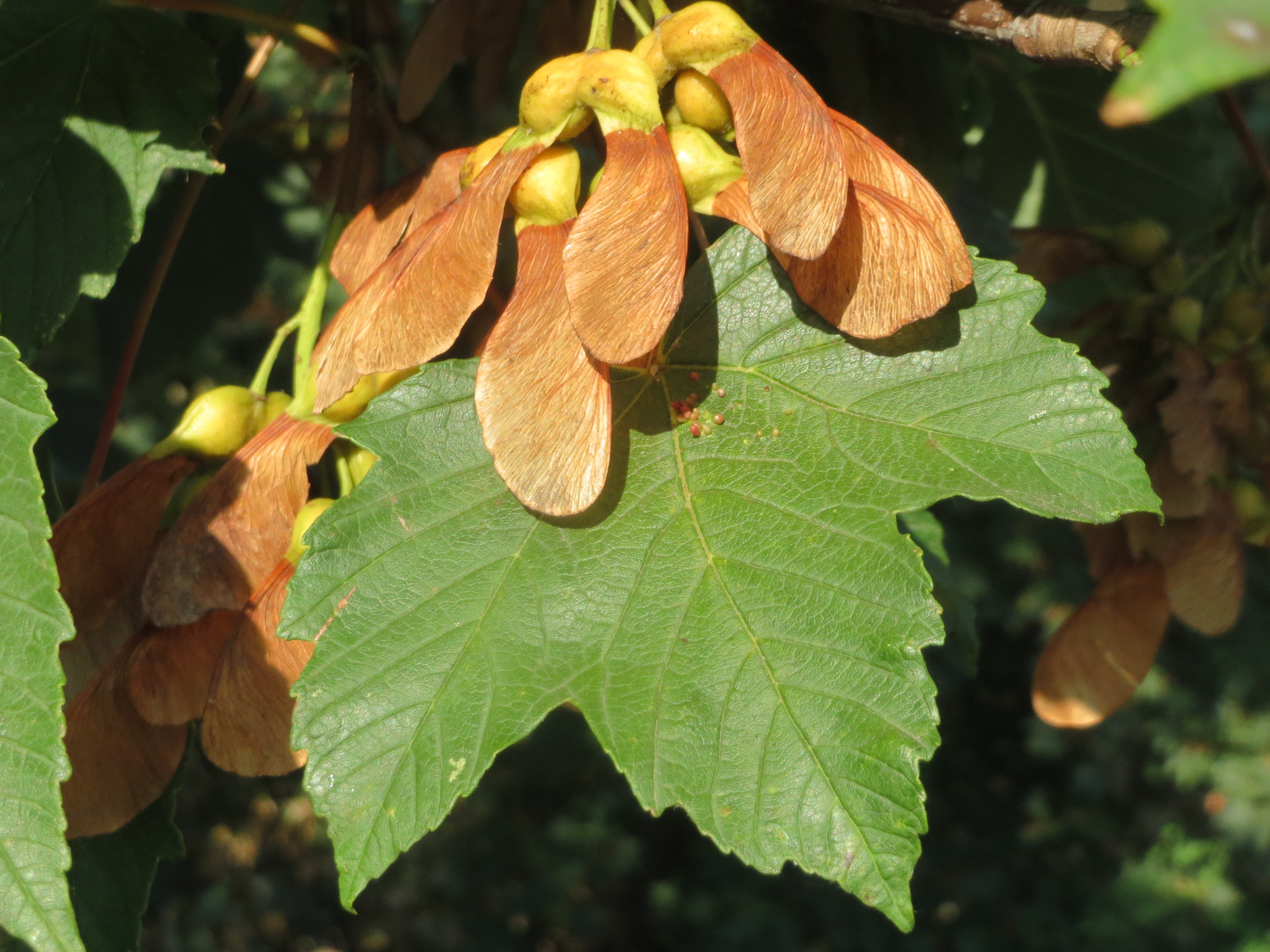
feuille et disamares de l'Acer pseudoplatanus.
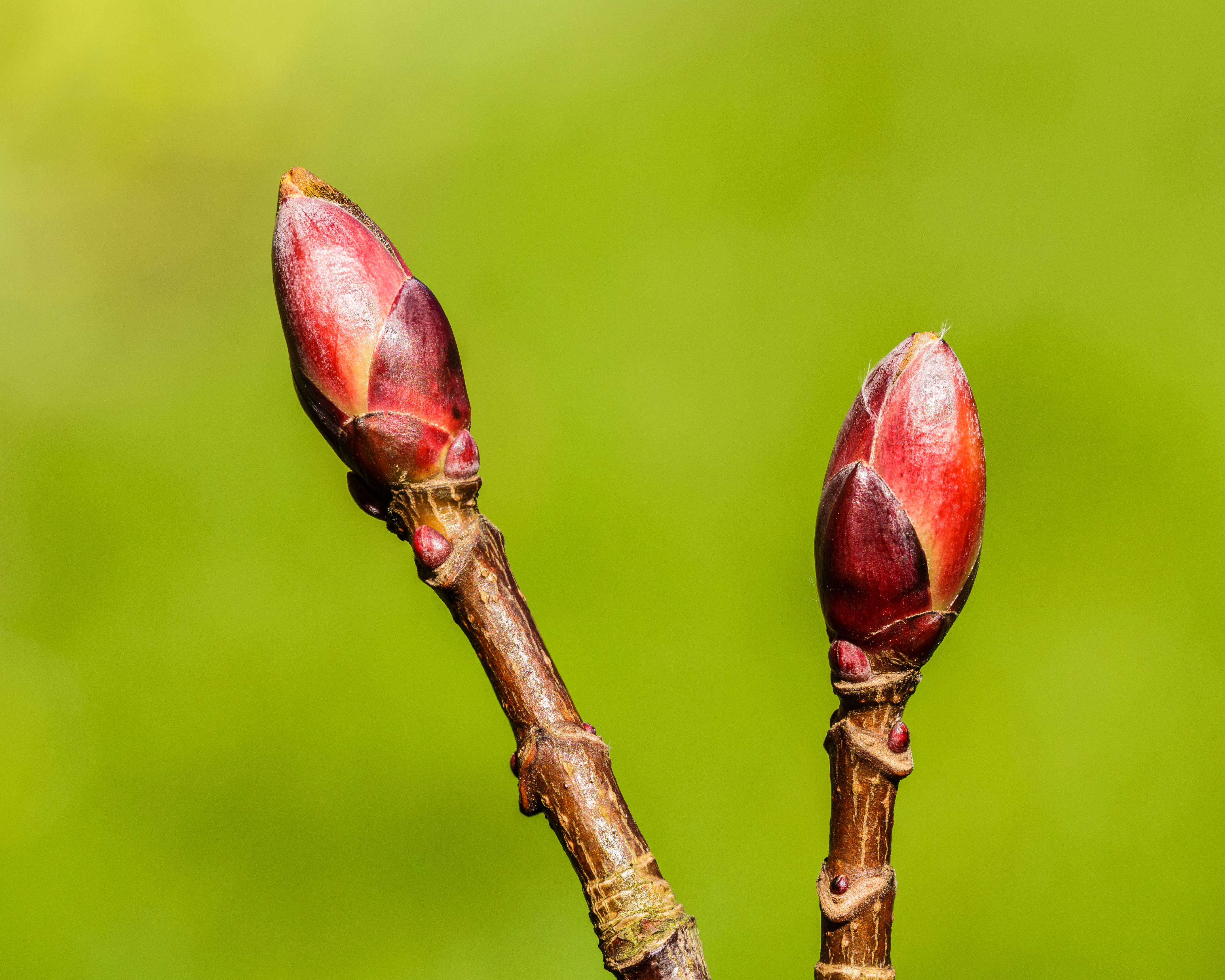
Bourgeons d'érable sycomore. Leur longueur est de 7 mm env.
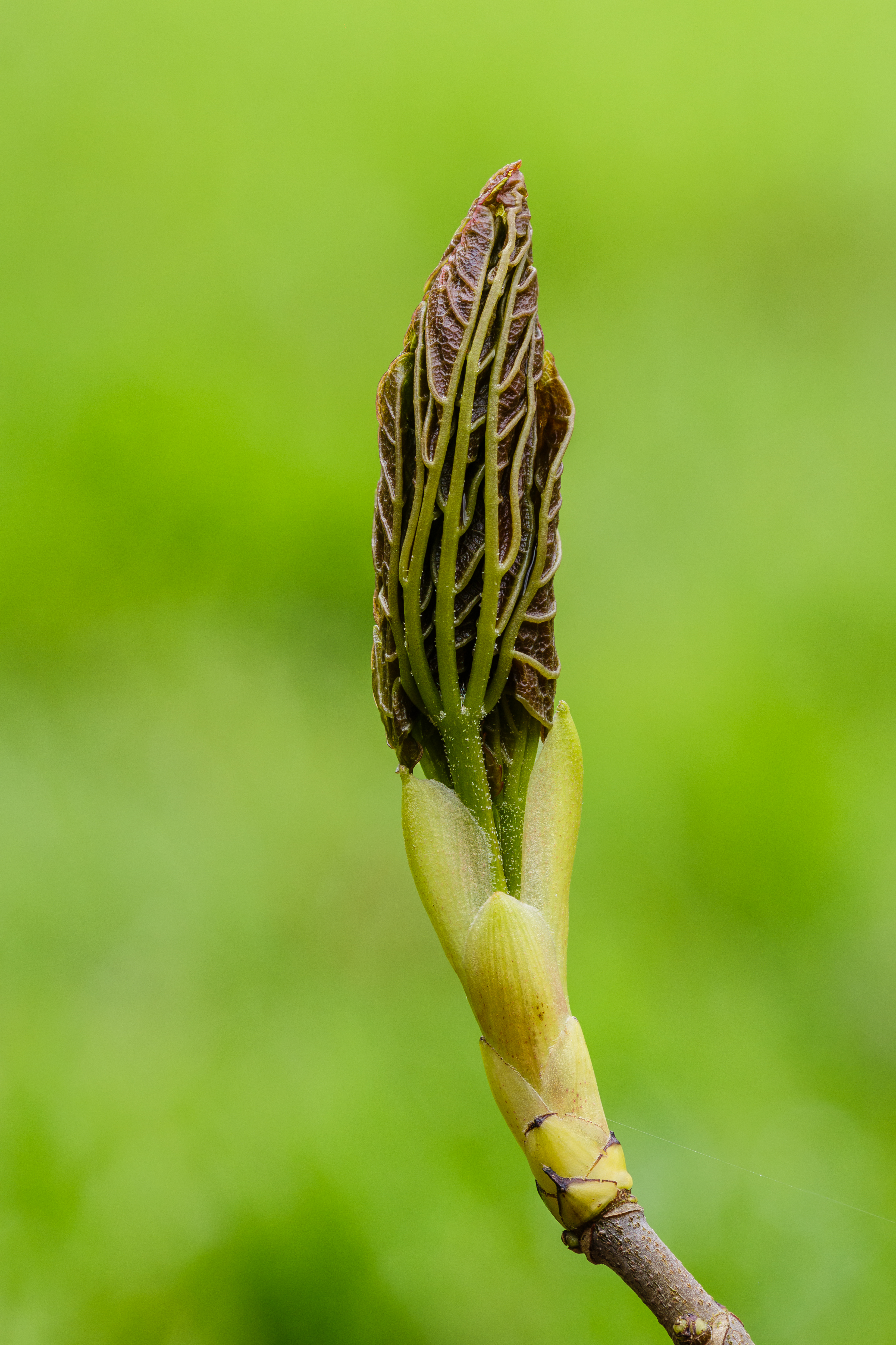
Bouton de feuille, d'un diamètre de 11 mm.

L’écorce est d’abord lisse et gris jaunâtre, puis gris rougeâtre et de plus en plus foncée sur les arbres âgés où elle se détache en s’écaillant en larges plaques, ce qui différencie cette espèce de l'espèce proche Acer platanoides (érable plane).
Les feuilles, opposées (comme chez tous les érables), caduques, sont palmées avec cinq lobes pointus, à dents obtuses, séparées par des sinus aigus. Ces feuilles, à long pétiole (légèrement cordiforme à la base), sont glabres et vert sombre à la face supérieure, vert glauque portant des poils sur les nervures à la face inférieure.
Il ne fleurit que vers 20 à 25 ans.
Les fleurs de couleur vert jaune, groupées en panicules tombantes, apparaissent après les feuilles, à la différence de celles de l'érable plane dont les fleurs groupées en corymbes dressés apparaissent avant les feuilles.
Elles ont cinq sépales soudés, cinq pétales et huit étamines dressées.
Les fruits sont des disamares dont les ailes sont écartées, formant un angle beaucoup moins ouvert que celles des disamares de l'érable plane.

## Autécologie et écologie
Il préfére des sols riches et plutôt calcaires à modérément acide. On le rencontre en général en peuplements disséminés au milieu des autres espèces. C’est notamment un compagnon du hêtre et du sapin sous des climats frais et humides.
On le considère généralement comme une essence de demi-ombre qui supporte assez bien l'ombre. Cependant, comme le frêne élevé, il possède une stratégie de croissance et de captation de la lumière typique d’une essence de trouée, qui le rend également apte aux systèmes bocagers. Plus la lumière est disponible, plus il croît vite et de manière importante. Il ne peut, comme le hêtre, réduire sa croissance fortement quand il manque de lumière et ainsi attendre longtemps le retour d'une situation plus ensoleillée. Il montre néanmoins sous le couvert d'autres arbres (au stade buissonnant notamment) une relative plasticité en sur-développant la feuillaison du sommet de la couronne, avec un houppier en forme de parapluie pour mieux capter la lumière.
On le trouve jusqu'à 1 600 m d'altitude (notamment dans les hêtraies sapinières matures des Pyrénées). C'est une essence parfois abondante (en taillis sous futaie notamment), mais toujours disséminée, mélangée avec d'autres espèces (hêtre et sapin le plus souvent). Dans la moitié nord de son aire, en plaine, on le trouve dans les chênaies-charmaies au sol riches et frais, dans les forêts ripicoles mais aussi dans les boisements spontanés des friches anthropiques où il se comporte alors en essence pionnière de lumière. Dans des conditions favorables, il fait preuve d'une bonne régénération naturelle soit à partir des graines qui se disséminent relativement bien par anémochorie, soit à partir des rejets de souches.
Cet arbre pousse parfois spontanément sur des friches polluées où des chercheurs se demandent quels arbres utiliser pour la phytoremédiation. On a par exemple montré, pour des retombées aériennes, que le plomb (marqué par l'isotope 210Pb) et le zinc (isotope 65Zn) se déplacent de manière très différente dans les cellules du phloème d' Acer pseudoplatanus : Le Zn se déplaçant facilement verticalement et horizontalement dans l'arbre, mais le plomb ne s'y déplace pas (ou mal, hormis dans la feuille sur laquelle il a été appliqué)s.

## Aspects sylvicoles et utilisations

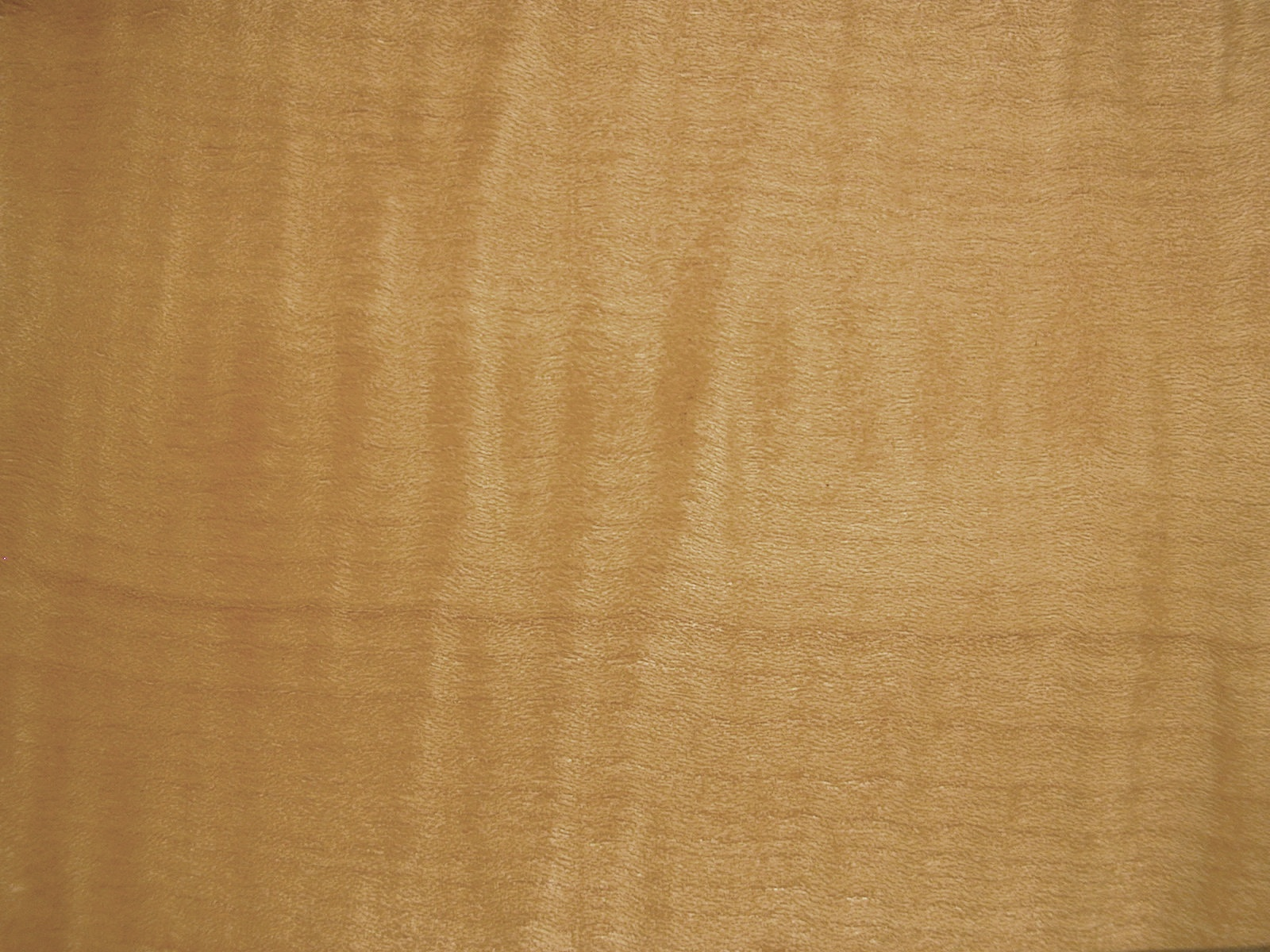
Placage d'érable ondé tranché.

Sans être véritablement un « bois précieux » (il est classé « bois noble » ou « semi-précieux »), il est recherché par les sylviculteurs qui essaient de le favoriser, car c'est un bois dur et très homogène, clair et de couleur jaune-blanc à blanc, facile à travailler, précieux quand il est de belle qualité et encore avantagé par un fût souvent presque parfaitement cylindrique et une croissance initiale très rapide.

Ces qualités – et le fait qu'il vit avec des essences assez rapidement coupées (sapin) ou coupées précocement pour limiter le risque de coloration du bois (hêtre) – expliquent cependant qu'il est souvent coupé « jeune », mais il peut dans la nature dépasser 30 m de hauteur et 500 ans d'âge.

Par ailleurs, s'il résiste plutôt bien aux tempêtes, comme le hêtre qu'il accompagne souvent, il est sensible au manque d'eau et à la forte chaleur, et donc au risque climatique.

Avide de lumière, il est relativement sensible à la concurrence (qui est aussi un facteur positif de sélection naturelle), ainsi qu'aux brutales mises en lumière latérale qui provoquent la formation d'abondants gourmands, pouvant éventuellement déséquilibrer ou déformer l'arbre ou affecter la régularité des cernes).

## Maladies

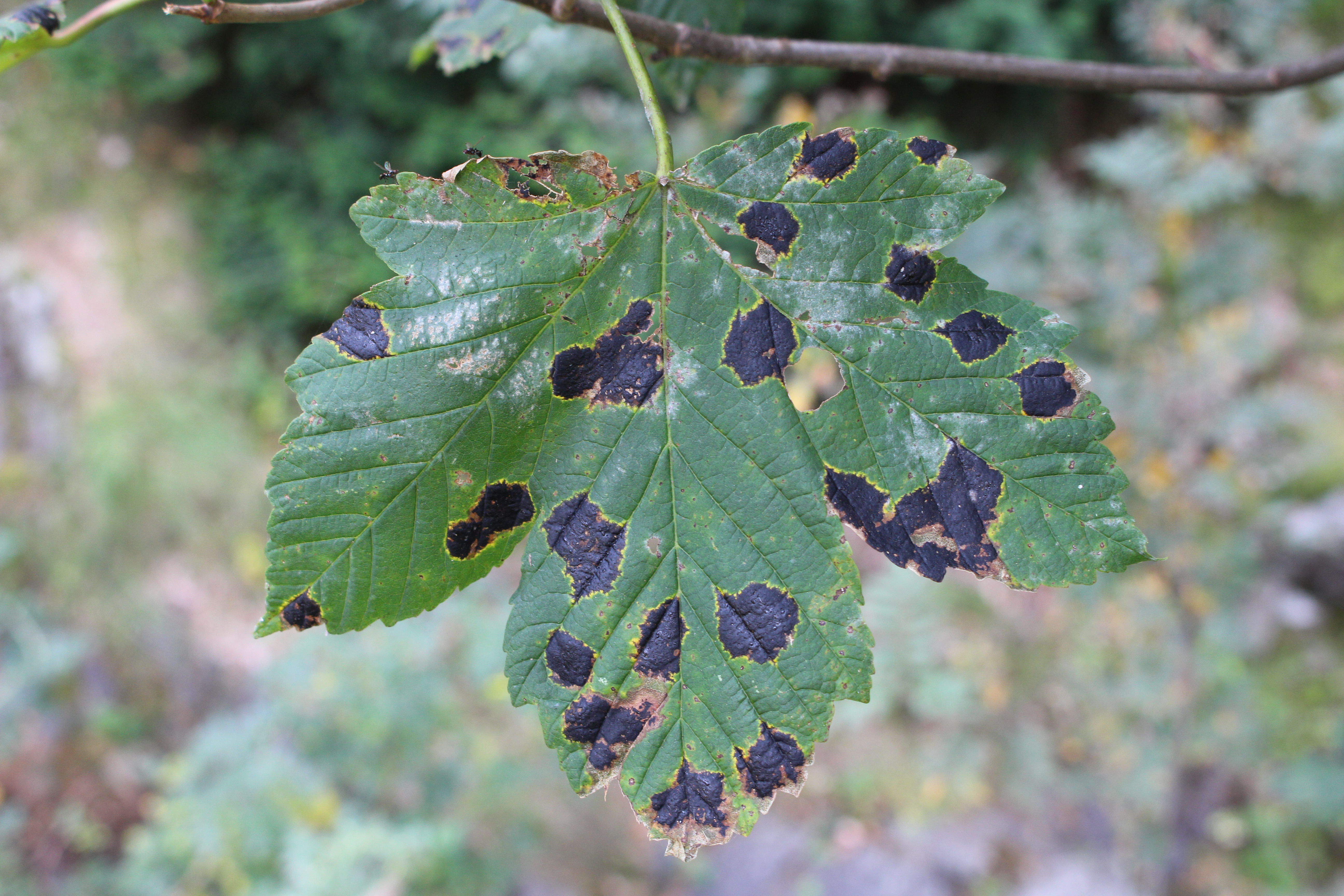
Tache goudronneuse de l'Érable sycomore (Acer pseudoplatanus).

Sur les lisières plus exposées aux aléas climatiques (sécheresse, chocs thermiques, exposition aux UV et à l'ozone…) ou à l'ombre de dominants, il est souvent victime de deux maladies fongiques.
Les deux affections principales sont :
- La tache goudronneuse, due à un champignon (Rhytisma acerinum) qui parsème les feuilles de taches noires de la fin de l'été jusqu'à la chute des feuilles (parfois prématurée) en automne. La survie de l'arbre n'est cependant pas menacée.
- La maladie de la suie de l'érable conduit à la mort de l'arbre après noircissement et desquamation de l'écorce. Elle implique un champignon ascomycète Cryptostroma corticale invasif originaire de l'est de l'Amérique du Nord et qui est arrivé en Europe au milieu du XXe siècle. Les spores de ce champignon sont produites dans la partie noire visible après desquamation de l'écorce. Elles peuvent provoquer un asthme allergique (chez les bûcherons notamment auxquels il est recommandé de porter un masque ou d'abattre l'arbre infecté en hiver quand la masse de spores a été lessivée par la pluie). La maladie des écorceurs d'érables, également due à l'inhalation de spores de Cryptostroma corticale, a été étudiée dans une papeterie du Wisconsin où 37 % des ouvriers écorceurs de troncs d'érable en étaient victimes[7]).
La suie de l'érable est nettement associée aux canicules et sécheresses. (avec des symptômes apparaissant jusqu'à plusieurs années après la sécheresse), le risque étant très exacerbé pour les arbres déjà stressés, par une situation exposée, un manque de lumière (arbre dit « dominé »), subite mise en lumière (par une coupe rase ou une tempête, un tassement du sol[8]..), Ce qui invite à protéger ces peuplements par un aménagement et une gestion favorables à l'entretien d'un microclimat plus humide (gestion de type prosilva plutôt qu'en grandes coupes rases) en visant la restauration et protection de la ressource en eau dans les forêts (milieux souvent fortement drainés depuis le Moyen Âge ou ayant localement perdu tout ou partie de leur humus naturel).

Les attaques de la maladie dans un peuplement s'arrêtent spontanément sans intervention humaine quand il n'y a plus d'épisode de sécheresse / canicules récent. Aucune mesure curative n'est connue. la prévention consiste à bien prendre en compte les caractéristiques autécologiques de cet érable, en particulier qu'il apprécie un demi-ombrage, une répartition disséminée dans l’espace et un sol plutôt riche, frais, aéré et profond.
La pollution de l'air et le climat urbain (air nocturne plus doux, air déshydraté) pourraient être un autre facteur d'exacerbation de ces maladies.

En France par exemple, les cas déclarés sont plus fréquents dans les zones urbaines et les parcs boisés très fréquentés (600 arbres ont ainsi été coupés et brûlés à Paris en 2005 dans les bois de Vincennes et Boulogne fortement touchés par la tempête de 1999). Ceci est très probablement du à l'introduction de ce parasite invasif en milieu urbain par les plantations ornementales. Ceci est classique pour les maladies des arbres : introduction et premiers cas en ville, puis transfert au milieu naturel. La maladies est pour l'instant moins fréquente sur des érables situés dans les peuplements forestiers feuillus mélangés du Nord et de l’Est de la France, même si elle est régulièrement signalée par le Département de la Santé des Forêts.

## Distribution

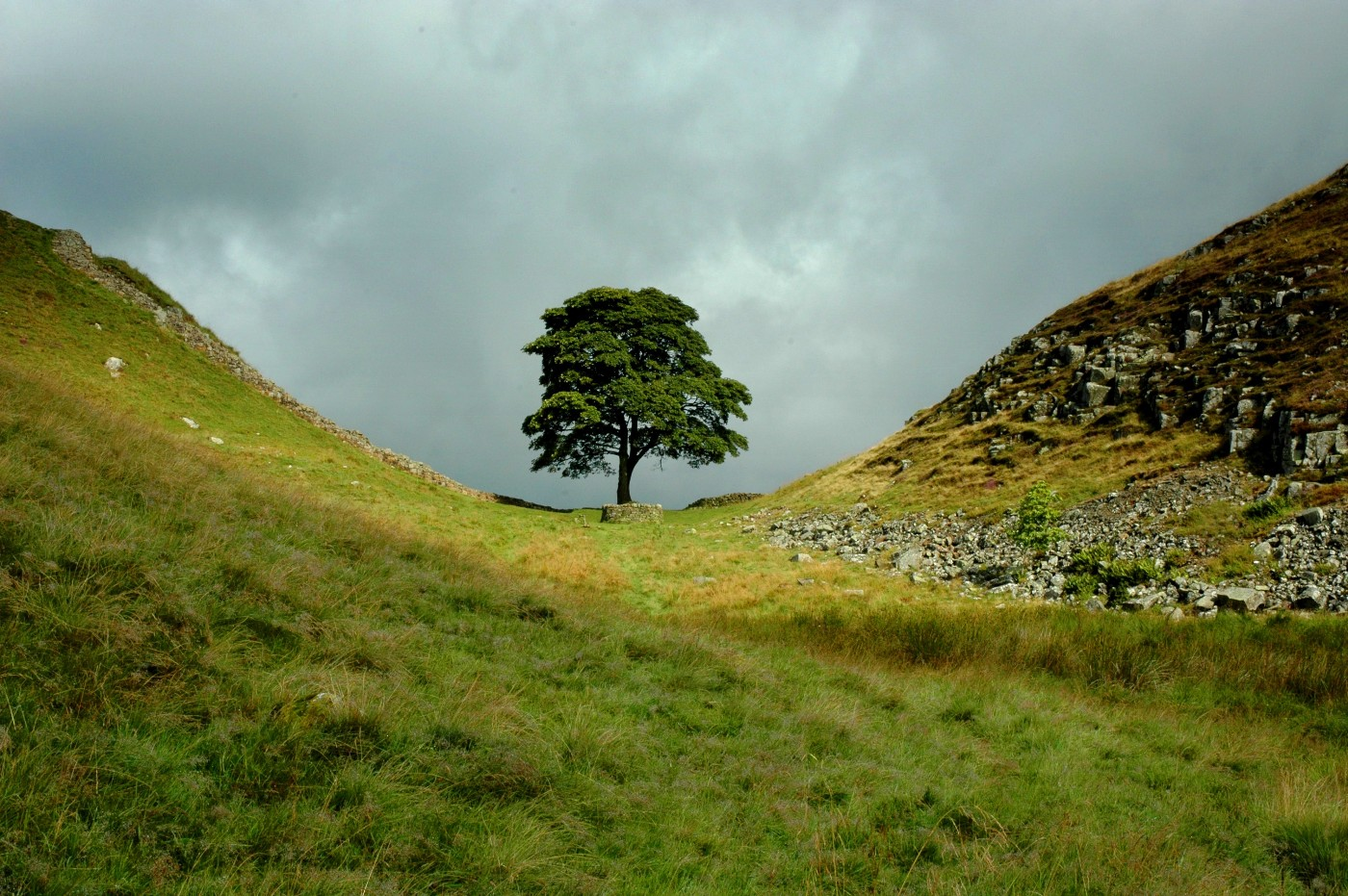
Le Sycamore Gap Tree, érable sycomore situé à côté du mur d'Hadrien et nommé Arbre britannique de l'année en 2016.

Cette espèce est répandue en Europe centrale et occidentale : France métropolitaine (y compris en Corse), Benelux, Allemagne, Suisse, Autriche, Roumanie, Bulgarie, Pologne, Russie, ainsi qu’autour de la Méditerranée (Espagne, Portugal, Italie, Albanie, ex-Yougoslavie, Grèce), en Asie Mineure (Turquie) et dans la région du Caucase.
Préférant les climats frais et humides, il pousse en plaine et à moyenne altitude dans la partie septentrionale de son aire de distribution (comme en Belgique et dans le quart nord-est de la France), tandis que c’est typiquement un arbre des zones montagneuses dans la partie méridionale de son aire. On le rencontre jusqu’à une altitude de 1 500 à 1 900 m en France.
Introduit et naturalisé ailleurs.

## Utilisation
L'érable sycomore est cultivé comme arbre d’ornement. Il est notamment planté comme arbre d’alignement le long des routes, ainsi que dans les parcs.
Il en existe de nombreuses variétés à feuilles décoratives, panachées ou plus ou moins profondément découpées.
Il est également très utilisé comme essence de reboisement car sa croissance est rapide et son bois de grande qualité. Les forestiers le classent parmi les feuillus précieux et préconisent de le planter en mélange avec d'autres essences à croissance rapide telles que le frêne et le merisier.
Son bois, blanc et assez dur, est utilisé en ébénisterie et en tournage, ainsi qu'en lutherie : dos, éclisses et manche de violon (sycomore ondé). Il servait autrefois à la fabrication des sabots.
Il fournit un excellent bois de chauffage.
Son nom est donné à un des parfums conçus par Gabrielle Chanel en 1930 en souvenir des érables des jardins de son enfance en Auvergne.

## Variétés décoratives
- 'Variegatum' : à feuilles panachées de blanc et de rouge.
- 'Leopoldii' : à feuilles panachées pourpre et vert.
- 'Worleii' : à feuilles orangé-jaune en début de croissance.

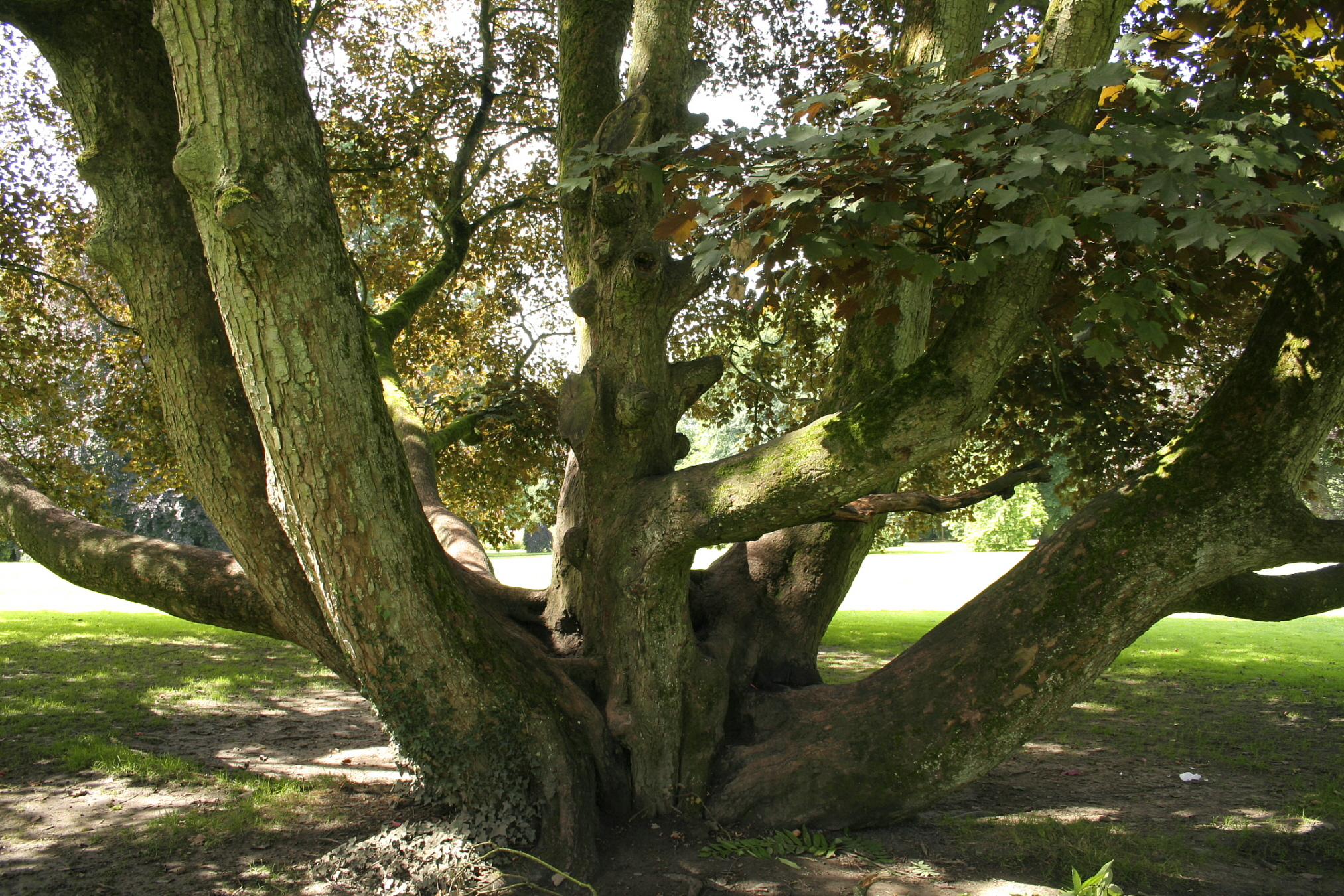
Érable sycomore pourpre remarquable du domaine de Mariemont (Belgique).

## Symbolique
Le Sycomore est symbolique du chagrin d'amour dans le théâtre shakespearien, et plus largement, dans le théâtre élisabéthain. Cela proviendrait du jeu de mots Sickamour (sick : malade en anglais).
Par exemple, dans Othello, dans la célèbre "Chanson du Saule" (IV, 3), la servante Barbara évoquée par Desdémone "venait s'asseoir en pleurant près d'un sycomore" (traduction Y. Bonnefoy, édition Folio théâtre, p. 399).

## Implication dans une maladie mortelle chez les chevaux
Les plantules et les disamares de l'érable sycomore semblent à l'origine d'une maladie mortelle fulgurante chez les chevaux, apparue dans les années 2000.
La myopathie atypique des équidés (MA), semble provoquée par une toxine, l'hypoglycine A, produite par les samares et dont l'ingestion déclenche chez les chevaux des symptômes proches d'une autre maladie équine connue, la myoglobinurie.
Des recherches sont actuellement encore en cours, mais la relation entre cette maladie et l'érable sycomore (en Europe) ou l'érable negundo (en Amérique du Nord) semble établie,.